# Maria Gąsienica Daniel-Szatkowska
Maria Gąsienica Daniel-Szatkowska (* 5. Februar 1936 in Zakopane; † 1. Januar 2016 ebenda) war eine polnische Skirennläuferin.

## Karriere
Gąsienica Daniel-Szatkowska nahm 1956 und 1964 an Olympischen Winterspielen teil. Ihr bestes Ergebnis erzielte sie dabei mit Rang 35 im Riesenslalom bei den Spielen von Cortina.
Ihr bestes Ergebnis bei einem internationalen Großereignis gelang ihr zwei Jahre später bei den Weltmeisterschaften in Bad Gastein mit Rang 27 in der Abfahrt.
Im Laufe ihrer Karriere gewann Gąsienica Daniel-Szatkowska insgesamt 6 Polnische Meistertitel und 17 Vizemeistertitel.
1966 beendete Gąsienica Daniel-Szatkowska ihre aktive Karriere, später arbeitete sie unter anderem als Trainerin für den Verein Wisła Zakopane.

## Privates

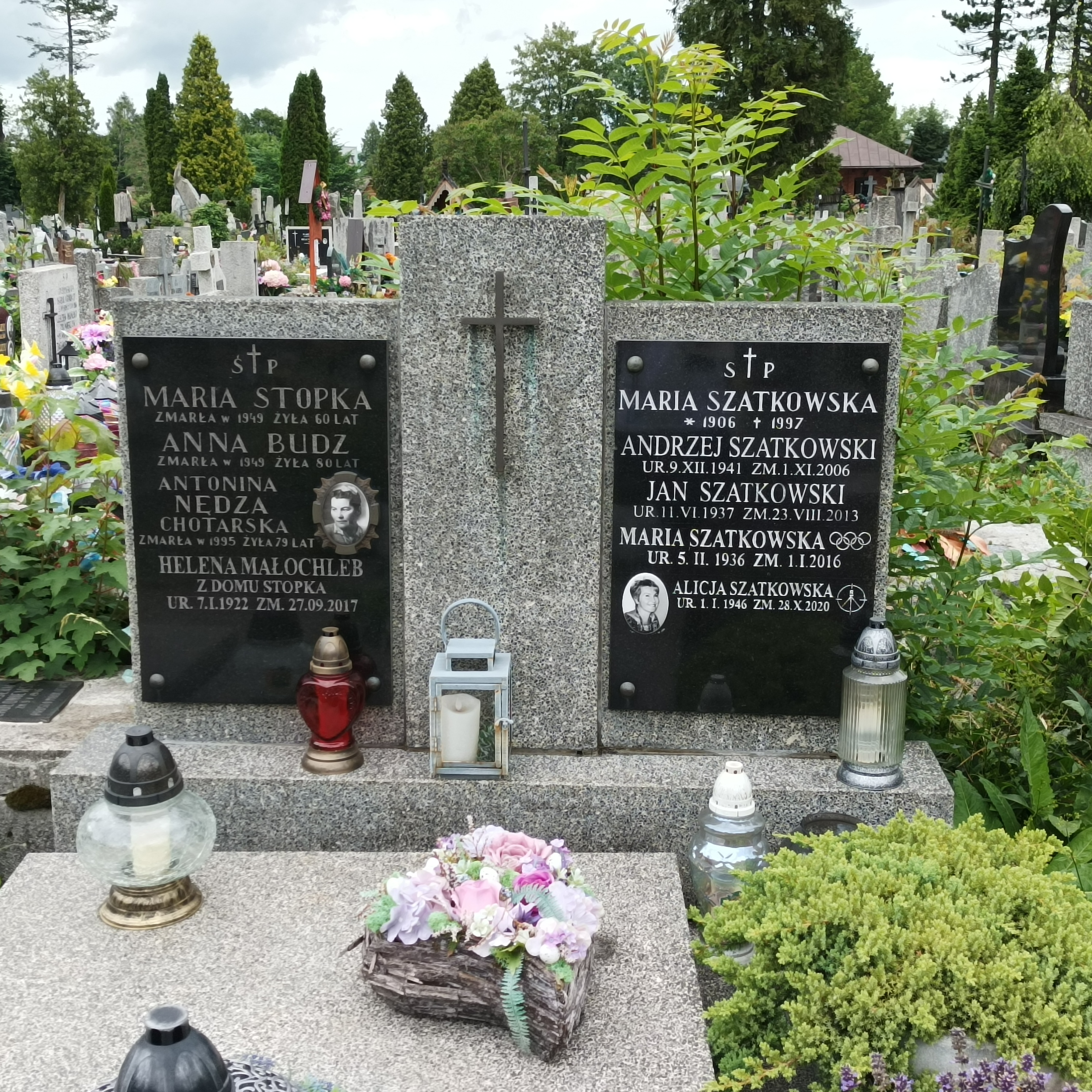
Grab von Maria Gąsienica Daniel-Szatkowska

Gąsienica Daniel-Szatkowska entstammt einer sportbegeisterten Familie. Ihre Schwester Helena war als Skilangläuferin aktiv, ihre Brüder Andrzej und Józef als Skispringer bzw. Nordischer Kombinierer. Die Skirennläuferinnen Maryna Gąsienica-Daniel und Agnieszka Gąsienica-Daniel sind ihre Großnichten.
Gąsienica Daniel-Szatkowska liegt auf dem Neuen Friedhof in Zakopane begraben.

## Erfolge

### Olympische Winterspiele
- Cortina d’Ampezzo 1956: 35. Riesenslalom, DNF Abfahrt, DSQ Riesenslalom
- Innsbruck 1964: 36. Riesenslalom, 41. Abfahrt, DSQ Slalom

### Weltmeisterschaften
- Cortina d’Ampezzo 1956: 35. Riesenslalom, DNF Abfahrt, DSQ Riesenslalom
- Bad Gastein 1958: 27. Abfahrt
- Innsbruck 1964: 36. Riesenslalom, 41. Abfahrt, DSQ Slalom

### Polnische Meisterschaften
- Polnische Meisterin in der Abfahrt (1958, 1962)
- Polnische Meisterin im Riesenslalom (1959, 1961, 1962)
- Polnische Meisterin im Slalom (1957)
- Polnische Vizemeisterin in der Abfahrt (1957, 1959, 1960, 1961, 1964, 1965)
- Polnische Vizemeisterin im Riesenslalom (1957, 1958, 1963, 1964, 1965, 1966)
- Polnische Vizemeisterin in der Alpinen Kombination (1960, 1961, 1964, 1965)